# شهرستان بالتاچفسکی
شهرستان بالتاچفسکی (به لاتین: Baltachevsky District) یک شهرستان در روسیه است که در باشقیرستان واقع شده‌است.